# Jorge Delgado Panchana
Jorge Delgado Panchana (Guayaquil, Ecuador; 5 de enero de 1954) es un ex-nadador ecuatoriano que compitió en los Juegos Olímpicos de Múnich 1972 y en los de Montreal 1976. En la actualidad es el presidente del Comité Olímpico Ecuatoriano.

## Biografía
Nació en la Ciudad de Guayaquil,  Ecuador. Sus padres fueron el Sr. Jorge Delgado Guzmán y la Sra. Carmen Panchana Raymondi.

### Carrera Deportiva
Se destacó en actuaciones individuales en varias oportunidades, obtuvo la medalla de oro en los 200 metros (Juegos Panamericanos de Cali, 1971) y cuatro años más tarde, en México, la medalla de oro en 100 metros mariposa y plata en los 200 m, también consiguió seis medallas de oro individuales en los sudamericanos de Medellín (1974), siendo el único nadador sudamericano que ha alcanzado en una competencia tal número de trofeos. 
En los Juegos Olímpicos de Múnich (1972) consiguió un meritorio cuarto puesto en los 200 metros mariposa y el quinto en el campeonato mundial de Belgrado (1973). Junto con Enrique Ledesma, Diego Quiroga y José Luis Yépez, formó el equipo que en 1978, en el campeonato sudamericano de natación organizado en Guayaquil, alcanzó el título por equipos. Tras este certamen, y después de haber conquistado 19 medallas de oro en el ámbito sudamericano, se retiró de las competencias para dedicarse a entrenador.

### Carrera dirigencial
El 4 de septiembre del 2021, fue electo presidente del Comité Olímpico Ecuatoriano.